# Проспект Леся Курбаса
Проспект Ле́ся Ку́рбаса (до 2007 г. — 50-летия Октября, укр. 50-річчя Жовтня) расположен в Киеве на жилом массиве Борщаговка.

## Расположение
Проспект проходит в радиальном направлении от железнодорожной станции Борщаговка до Большой Окружной и имеет длину около 2,7 км.
Посередине проспекта проходит линия скоростного трамвая, разделяя полосы встречного движения автомобильной дороги.
Все пешеходные переходы через проспект — либо надземные, либо подземные (кроме переходов у развязки с Большой Окружной).

## История
Проспект запроектирован в середине 60-х годов XX века как цепь новых улиц: 12-й, 15-й и 16-й. Проложена и начата застройка — с 1967 года, в том же году получил название проспект 50-летия Октября в ознаменование 50-летия Октябрьской революции. Современное название — в честь выдающегося украинского режиссера и театрального деятеля Леся Курбаса  — с 2007 года.

## Отдельные сооружения
В парке «Юность» расположена церковь святого Спиридона Тримифунтского, принадлежащая Украинской православной церкви (Московского патриархата). Церковь возведена в 2010 году после принесения в Украину из Греции мощей святителя в 2009 году. Является первой в Киеве церковью, посвященной святому Спиридону. Храмовый праздник — 12 (25) декабря. Конструкция церкви — каркасная на бетонном цоколе. Здание церкви венчают пять куполов, которые монтировались в готовом виде. Проект выполнила архитектор Ольга Кругляк.
В доме №8 находится коммунальный кинотеатр «Лейпциг».